# Вещиця (Мурська Собота)
Вещиця (словен. Veščica) — поселення в общині Мурська Собота, Помурський регіон, Словенія. Висота над рівнем моря: 192,8 м.